# Mount Whiting (Parmerland)
Mount Whiting ist ein rund 1600 m hoher, pyramidenförmiger und größtenteils unvereister Berg an der Black-Küste des Palmerlands auf der Antarktischen Halbinsel. Mit steilen Kliffs an seiner Südseite ragt er an der Südwestflanke des Rankin-Gletschers auf.
Der United States Geological Survey (USGS) kartierte ihn 1974. Das Advisory Committee on Antarctic Names benannte ihn 1976 nach dem Topographieingenieur Ronald F. Whiting, der zwischen 1970 und 1971 an Kartierungsarbeiten des USGS an der benachbarten Lassiter-Küste beteiligt war.